# Нефтекамск (городской округ)
Городско́й о́круг го́род Нефтека́мск баш. Нефтекама — муниципальное образование в Республике Башкортостан Российской Федерации. Образовано на территории города республиканского значения Нефтекамск.
Административный центр — город Нефтекамск.

## История
Городской округ город Нефтекамск был образован в ходе реализации муниципальной реформы 1 января 2006 года.

## Население
| 1968     | 1970     | 1979     | 1989     | 2002     | 2008     | 2009     | 2010     |
| -------- | -------- | -------- | -------- | -------- | -------- | -------- | -------- |
| 56 900   | ↗63 655  | ↗75 805  | ↗114 768 | ↗129 740 | ↘129 402 | ↗130 388 | ↗133 535 |
| 2012     | 2013     | 2014     | 2015     | 2016     | 2017     | 2018     | 2019     |
| ↗134 693 | ↗135 332 | ↗135 885 | ↗136 732 | ↗137 592 | ↗138 314 | ↗139 263 | ↗140 504 |
| 2021     | 2025     |          |          |          |          |          |          |
| ↗142 879 | ↗144 405 |          |          |          |          |          |          |

Согласно прогнозу Минэкономразвития России, численность населения будет составлять:
- 2024 — 149,18 тыс. чел.
- 2035 — 163,23 тыс. чел.

### Национальный состав
Согласно Всероссийской переписи населения 2010 года: татары — 31,5 %, башкиры — 29,7 %, русские — 25,8 %, марийцы — 9,9 %, удмурты — 1,3 %, украинцы — 0,5 %, чуваши — 0,3 %, мордва — 0,1 %, белорусы — 0,1 %, лица других национальностей — 0,9 %.
По итогам переписи населения 2020 года проживали следующие национальности (национальности менее 0,1 % и другое см. в сноске к строке «Другие»):
| Национальность | Численность, чел. | Доля     |
| -------------- | ----------------- | -------- |
| Татары         | 45 057            | 31,54 %  |
| Русские        | 41 029            | 28,72 %  |
| Башкиры        | 37 214            | 26,05 %  |
| Марийцы        | 13 799            | 9,66 %   |
| Удмурты        | 1691              | 1,18 %   |
| Армяне         | 308               | 0,22 %   |
| Украинцы       | 290               | 0,20 %   |
| Узбеки         | 184               | 0,13 %   |
| Чуваши         | 166               | 0,12 %   |
| Азербайджанцы  | 145               | 0,10 %   |
| Таджики        | 143               | 0,10 %   |
| Другие         | 2853              | 1,98 %   |
| Итого          | 142 879           | 100,00 % |

### Языковой состав
Согласно Всероссийской переписи населения 2010 года родными языками населения являлись: русский — 38,1 %, татарский — 36,8 %, башкирский — 13,6 %, марийский — 8,5 %, удмуртский — 1 %.
Согласно Всероссийской переписи населения 2020 года родными языками населения являлись: русский — 35,2 %, татарский — 32,4 %, башкирский — 20,2 %, марийский — 8,5 %, удмуртский — 1 %.

## Населённые пункты
В состав городского округа и города республиканского значения входят 8 населённых пунктов.
| № | Населённый пункт | Тип населённого пункта        | Население | АТЕ                    |
| - | ---------------- | ----------------------------- | --------- | ---------------------- |
| 1 | Амзя             | село                          | ↘4214     | Амзинский сельсовет    |
| 2 | Крым-Сараево     | деревня                       | 273       | Ташкиновский сельсовет |
| 3 | Марино           | деревня                       | ↗471      | Ташкиновский сельсовет |
| 4 | Нефтекамск       | город, административный центр | ↗133 874  |                        |
| 5 | Ташкиново        | село                          | ↗2467     | Ташкиновский сельсовет |
| 6 | Хмелевка         | село                          | 46        | Амзинский сельсовет    |
| 7 | Чишма            | деревня                       | 102       |                        |
| 8 | Энергетик        | село                          | ↘3350     |                        |

В рамках административно-территориального устройства, городу Нефтекамск подчинены напрямую 2 сельских населённых пункта, а также 2 сельсовета, включающих 5 населённых пунктов.

## Местное самоуправление
Совет городского округа состоит из 26 депутатов, избираемых на 4 года.
Председатель совета городского округа
- Ахметшин Радус Ядитович

Глава администрации городского округа
- Эльдар Сергеевич Валидов